# Weerapat Kawewongsa
Weerapat Kawewongsa (thailändisch วีรพัฒน์ แก้ววงษา, * 18. Mai 1998 in Udon Thani) ist ein thailändischer Fußballspieler.

## Karriere
Weerapat Kawewongsa erlernte das Fußballspielen in der Jugendmannschaft vom Chainat Hornbill FC. Hier unterschrieb er 2018 auch seinen ersten Profivertrag. Der Verein aus Chainat spielte in der ersten Liga, der Thai League. Sein Erstligadebüt gab er am 9. März 2018 im Spiel gegen den Police Tero FC. Hier wurde er in der 90. Minute für Kiattisak Jia-udom eingewechselt. Bis Ende 2019 spielte er viermal in der ersten Liga. 2020 wechselte er zum Zweitligisten Khon Kaen United FC nach Khon Kaen. In Khon Kaen kam er zweimal in der zweiten Liga zum Einsatz. Im Juli 2021 wechselte er auf Leihbasis zum Drittligisten Uttaradit FC. Mit dem Verein aus Uttaradit spielte er in der Northern Region der Liga. Nach Ende der Ausleihe ging er im Juli 2022 ebenfalls auf Leihbasis zum Drittligisten Chanthaburi FC. Der Verein aus Chanthaburi tritt in der Eastern Region an.